# Mmadikgaka
Mmadikgaka är ett periodiskt vattendrag i Botswana.   Det ligger i distriktet Central, i den östra delen av landet, 400 km nordost om huvudstaden Gaborone.
Omgivningarna runt Mmadikgaka är huvudsakligen savann. Runt Mmadikgaka är det mycket glesbefolkat, med 6 invånare per kvadratkilometer.